# Passiflora popenovii
Passiflora popenovii Killip – gatunek rośliny z rodziny męczennicowatych (Passifloraceae Juss. ex Kunth in Humb.). Występuje naturalnie w Kolumbii i Ekwadorze. Według niektórych źródeł rośnie także w Peru.

## Morfologia
PokrójZdrewniałe, trwałe, nagie liany.
LiścieOwalne, rozwarte u podstawy. Mają 5,5–13 cm długości oraz 1,5–4 cm szerokości. Całobrzegie, ze spiczastym wierzchołkiem. Ogonek liściowy jest owłosiony i ma długość 10–20 mm. Przylistki są nietrwałe.
KwiatyPojedyncze lub zebrane w pary. Działki kielicha są owalne, różowe, mają 4 cm długości. Płatki są podłużne, białe, mają 2–3 cm długości. Przykoronek ułożony jest w czterech rzędach, białofioletowy, ma 1–30 mm długości.
OwoceSą jajowatego kształtu.